# Sir Lionel

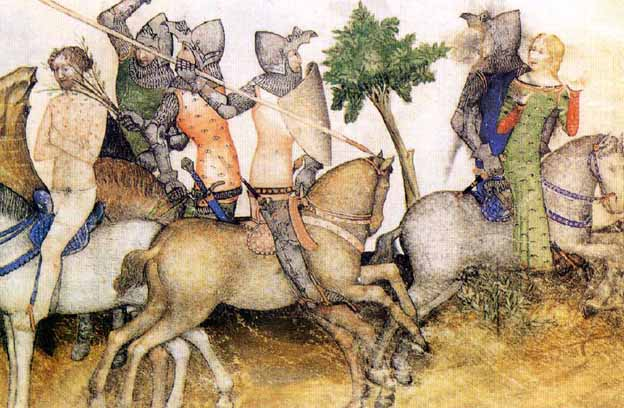
Lionel wird von Turquine gefangen genommen und ausgepeitscht, während sein Bruder Bors anstatt seinen Bruder zu befreien eine Jungfrau rettet (spätmittelalterliche Darstellung)

Sir Lionel ist eine Figur in der Artussage. Lionel ist ein Sohn von König Bors Gaunnes (oder Gaul = Gallier) und dessen Gattin Evaine und der Bruder von Bors (dem Jüngeren). Er ist ebenfalls ein Cousin von Lancelot und dessen jüngerem Bruder Hector de Maris (auch Ector de Maris, nicht zu verwechseln mit Sir Ector, dem Pflegevater von Artus). Als ihr Vater im Kampf gegen den fränkischen König Claudas starb, nahm sich Nimue, die „Herrin vom See“, ihrer an und zog sie gemeinsam mit ihrem Stiefsohn Lancelot in ihrem Unterwasser-Königreich auf. Lionel wurde später wie alle männlichen Familienangehörigen ein Ritter der Tafelrunde.

## Hintergrund
Als Lionel als junger Mann zusammen mit Lancelot reist, wird er von einem Raubritter namens Turquine gefangen genommen. Turquine peitscht Lionel mit Dornsträuchern aus und sperrt ihn in den Kerker, während sein Bruder Bors, anstatt ihn zu befreien, sich dafür entscheidet eine Jungfrau in Not zu retten, die in die entgegengesetzte Richtung verschleppt wurde. Bors bringt die Jungfrau in Sicherheit und befürchtet, dass Lionel tot ist. Lionel kann sich jedoch befreien und entkommen. Später ereignet sich noch ein ähnlicher Vorfall, als Lionel sich mit auf die Suche nach dem Heiligen Gral begibt. Er erweist sich als unwürdig das segensreiche Objekt zu berühren, weil er aus Rache seinen Bruder angreift, der ihn nicht gerettet hatte. Bors jedoch ist des Grals würdig, da er sich weigert sich zu erwehren. Daraufhin tötete Lionel einen Eremiten und Sir Calogrenant, als diese versuchten, Bors vor dem Zorn seines Bruders zu beschützen. Noch bevor Lionel seinen Bruder verwunden kann, greift Gott ein und macht ihn bewegungsunfähig.
Lionel und der Rest seiner Familie folgten später Lancelot ins Exil, als dessen Beziehung zu Guinevere, der Frau von König Artus, bekannt wurde. Lionel nahm ebenfalls an der Schlacht gegen Artus’ Heer teil und wurde König von Gannes (auch Gaunnes). Nach der Schlacht von Camlann kehrte Lionels Familie nach Britannien zurück, um die verbliebenen Streitkräfte des gefallenen Mordred zu vernichten. Lionel wurde dabei von Mordreds Sohn Melehan erschlagen. Sein Bruder Bors rächte seinen Tod.

## Sonstiges
- Im Film Camelot – Am Hofe König Arthurs aus dem Jahr 1967 des Regisseurs Joshua Logan wird Sir Lionell von Garry Marshall gespielt.
- Sir Lionel spielt auch in der Comicserie Die Legende von Prinz Eisenherz in einer Episode mit (42. Der Abschied).[1]